# Noah Webster

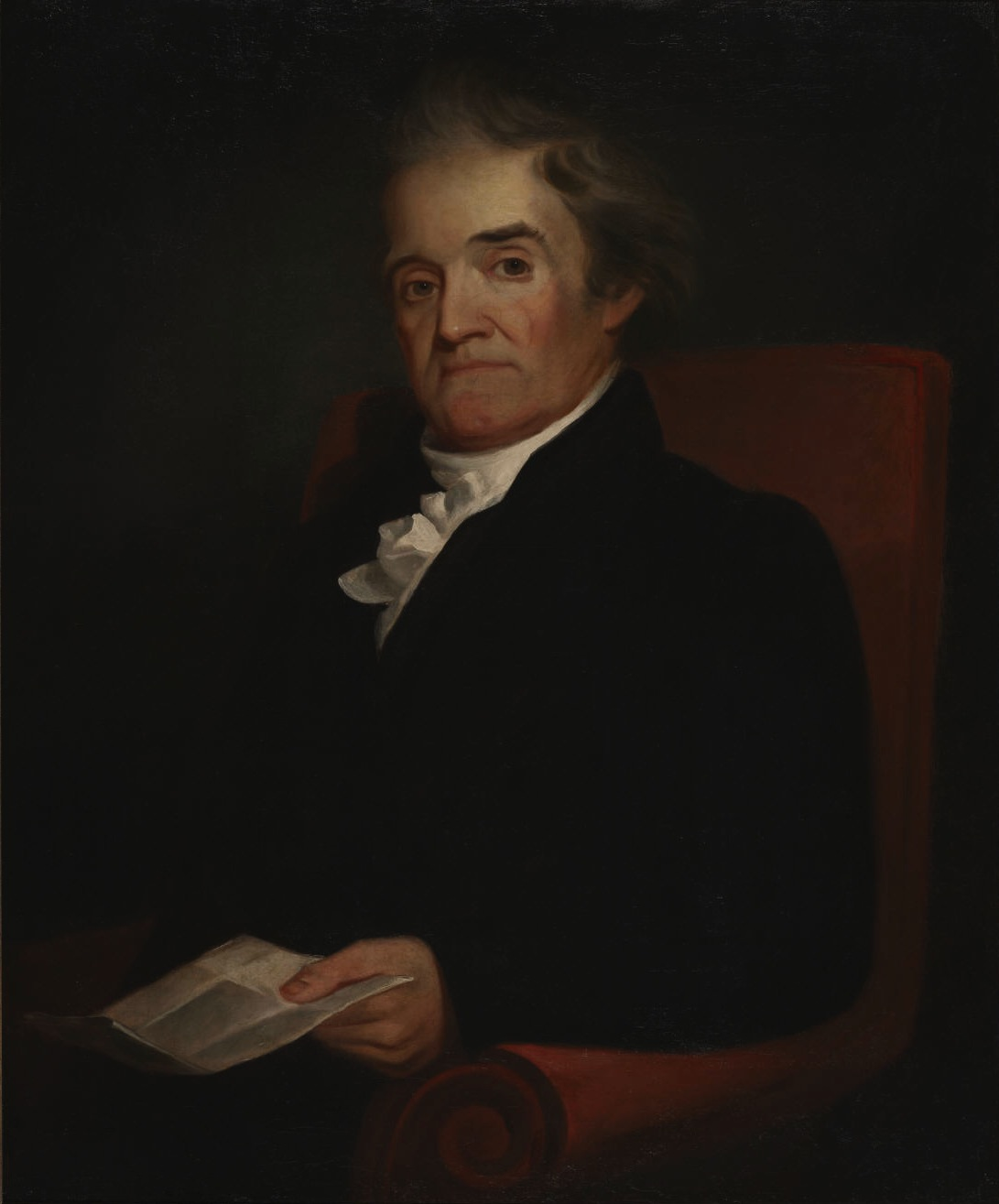
Noah Webster pintat per Samuel F. B. Morse

Noah Webster, Jr. (16 d'octubre de 1758 - 28 de maig de 1843), va ser un pioner lexicògraf dels Estats Units i reformador de l'ortografia de l'anglès. El seu nom va esdevenir al seu país sinònim de "dictionary," (diccionari) especialment en el modern diccionari Merriam-Webster que va ser publicat per primera vegada l'any 1828 amb el títol: An American Dictionary of the English Language.

## Biografia
Webster nasqué a West Hartford, Connecticut, d'una família Yankee ben establerta. El seu pare, Noah Sr. (1722–1813), era descendent del Governador de Connecticut John Webster; la seva mare Mercy (amb el nom de soltera Steele; 1727–1794) era descendent del Governador William Bradford de la Colònia de Plymouth.
Quan tenia 14 anys Noah Webster va començar a rebre classes de llatí i grec per a preparar-lo per ingressar al Yale College, precedent de l'actual Universitat Yale, on entrà als 16 anys i es graduà el 1778.
El 1785, va escriure el seu primer llibre de gramàtica, anomenat Speller, per a les escoles elementals. Les vendes d'aquesta obra li van permetre iniciar el treball en el seu famós diccionari, activitat que va durar molts anys.

## Diccionari
El 1806, Webster publicà el seu primer diccionari, A Compendious Dictionary of the English Language. El 1807 Webster començà a compilar un diccionari exhaustiu, An American Dictionary of the English Language; va trigar 18 anys a completar-ho. Va tractar de donar les etimologies basant-se en 26 idiomes incloent l'anglès antic (anglosaxó) i el sànscrit. Marcà diferències entre la pronúncia i significat d'algunes paraules entre l'anglès britànic i l'anglès dels Estats Units.
El seu diccionari contenia 70.000 paraules, de les quals unes 12000 mai havien aparegut abans en un diccionari. Per simplificar l'ortografia respecte a l'anglès britànic substituí el "colour" per "color", "wagon" per "waggon", i "center" en lloc de "centre". També afegí paraules de l'anglès americà com "skunk" i "squash", les quals no apareixien en els diccionaris britànics. Webster publicà el seu diccionari el 1828.